# Szara strefa
Szara strefa (ang. informal economy, informal sector) – finansowy obszar gospodarki państwa, którego dochody osiągane z działalności niezakazanej przez prawo, są ukrywane w całości lub w części przed organami administracji państwowej, podatkowej, celnej itp. Jest niezalegalizowanym obrotem legalnymi towarami lub usługami. Nie należy jej mylić z czarnym rynkiem, który obejmuje nielegalne towary i usługi.
Jako zjawisko społeczne łączy się z pracą „na czarno”, co wiąże się m.in. z łamaniem przepisów dotyczących ubezpieczeń społecznych. W Polsce często jest to sposób pracodawcy na obniżenie kosztów zatrudnienia, a dla pracownika – lepiej płatna lub jedyna możliwa do znalezienia praca:

Najważniejszymi czynnikami, które kształtują rozmiary szarej strefy są kwestie dotyczące podatków, kosztów zatrudniania i ogólnie przepisów prawa pracy oraz podaży siły roboczej. Wysokie koszty zatrudniania i skomplikowanie przepisów są łatwiejsze do udźwignięcia przez większe przedsiębiorstwa, małe uciekają przed kłopotami w szarą strefę (...) Największy wpływ na redukcję skali pracy nierejestrowanej miałoby ograniczenie kosztów pracy, w tym przede wszystkim składek na ubezpieczenia społeczne (...) Względna wysokość podatków od dochodów osobistych w Polsce w porównaniu do innych państwa regionu jest niewielka, rekompensują to jednak bardzo wysokie obciążenia społeczne, przekraczające 38% wynagrodzenia brutto (...) Uproszczenie prawa pracy i redukcja formalności związanych z zatrudnieniem nowego pracownika, to kolejna zdaniem respondentów metoda redukcji szarej strefy.

Istotnym czynnikiem sprzyjającym powstawaniu szarej strefy jest niska jakość usług publicznych oraz niska kultura prawna administracji publicznej. Czynniki te z jednej strony zmniejszają ryzyko ukarania za prowadzenie działalności nieewidencjonowanej, a drugiej ograniczają korzyści z prowadzenia jej pod ochroną prawa. Szara strefa przekłada się także na zmniejszenie wpływów podatkowych i wzrost inflacji.
Kolejnym czynnikiem jest błędnie prowadzona pomoc społeczna prowadząca do uzależnienia i dalszego zmniejszenia szans na zatrudnienie w oficjalnym stosunku pracy.
Udział „szarej strefy” jest szacowany przez Pawła Wójcika na 25% wartości PKB, średnia europejska to 15%. W 2012 roku w badaniach PKPP Lewiatan 33,2% firm zatrudniało pracowników w szarej strefie (w porównaniu do 28,9% w 2011 roku). Według GUS w 2010 roku udział pracujących w „szarej strefie” wynosił 4,9% ogółu pracujących, a jako udział w PKB – 13,1% w 2009 roku. Straty dla skarbu państwa szacowane są na ok. 6 mld zł rocznie. Z badań CBOS przeprowadzonych w 2013 roku wynikało, że 47% badanych zna osoby zatrudnione na czarno, 25% zna osoby, które bezpodstawnie pobierają zasiłki z pomocy społecznej, 17% zna osobę wyłudzającą rentę.
W 2015 roku firma EY szacowała wielkość szarej strefy na 12,4% polskiego PKB ogółem, przy czym w niektórych branżach – np. tytoniowej czy paliwowej – sięga ona 23%.
Szara strefa stymuluje gospodarkę w czasie kryzysu, zwiększając płynność przedsiębiorstw dzięki niższym kosztom obrotu gospodarczego, co miało związek ze spowolnieniem gospodarczym, podniesieniem składki rentowej i podwyżką minimalnej pensji. W niektórych sektorach odsetek ten jest znacznie wyższy – w budownictwie wynosi ponad 60%.
Upraszczanie systemu podatkowego i racjonalizacja stawek skutkuje wychodzeniem objętych nimi form działalności z szarej strefy i zwiększeniem wpływów podatkowych.

## Szara strefa a PKB
Szara strefa, podobnie jak niezarejestrowana część czarnego rynku i praca nieodpłatna (w tym wolontariat) nie jest wliczana do PKB państw, gdyż jej oszacowanie nie jest możliwe z taką dokładnością jak praca opodatkowana, ograniczając szacunek jej wartości do spektrum prawdopodobieństwa danej transakcji.
W krajach Europy Zachodniej i niektórych krajach Azji, produkcja z szarej strefy została w dużej mierze opodatkowana i co za tym idzie - wliczona do PKB, tracąc status szarej strefy. W innych krajach jest ona znacznie wyższa - wynosi nawet 60% w Ameryce Południowej i Afryce, oraz nawet połowę w Europie Wschodniej. W Indiach 98% pracowników pracuje w produkcji nie wliczanej do PKB, zaś średnia dla Azji to 45-85%. W tych krajach PKB jest stosunkowo niskie, za to bardzo wysokie są całkowicie niewidzialne dla oficjalnego systemu urzędowego obroty nieopodatkowane, podobnie jak praca nieodpłatna stanowiąca wraz z szarą strefą, niemal całość produkcji krajów południa. Czyni to system liczenia PKB jako miernika stanu gospodarki i zamożności niereprezentatywnym z powodu z powodu relacji szarej strefy do rynku opodatkowanego.

## Szara strefa na rynku alkoholi
Decyzją polskiego rządu, stawki akcyzy dla napojów alkoholowych są od 2021 roku systematycznie zwiększane. W 2022 roku przyjęto mapę drogową, zgodnie z którą podwyżki zostały ustalone na 10% (2022) oraz na 5% w kolejnych latach (2023-2027). Nowe przepisy mogą prowadzić do rozwoju szarej strefy, która szacunkowo obejmuje od 10% do 25% całkowitej sprzedaży alkoholu
W związku z podniesieniem stawek akcyzy, w latach 2022-2023 spadła sprzedaż wyrobów spirytusowych. Według raportu Instytutu Prognoz i Analiz Gospodarczych istnieje duże prawdopodobieństwo, że zaobserwowany spadek nie oznacza zmniejszenia konsumpcji alkoholu, a jedynie umocnienie się nielegalnego alkoholu na rynku produkcji bądź sprzedaży w szarej strefie. 
W kilku polskich miastach, w tym w Krakowie, Poznaniu, Wrocławiu oraz Zakopanem, wprowadzono częściowy zakaz sprzedaży alkoholu w godzinach nocnych. Eksperci z Polskiej Izby Handlu są zdania, że tego typu ograniczenia mogą mieć wpływ na rozwój szarej strefy. Według nich to rozwiązanie jest nieskuteczne, ponieważ może doprowadzić do powstania innych form dystrybucji alkoholu. 
Rozwój szarej strefy w sektorze przemysłu spirytusowego stwarza poważne zagrożenie dla zdrowia i życia konsumentów. Ponadto nielegalna sprzedaż wysokoprocentowych alkoholi przekłada się na straty dla budżetu Polski, które w 2023 roku mogły wynieść nawet 1,3 mld zł.